# Bundesstraße
 (signalé en juillet 2025).
Si vous disposez d'ouvrages ou d'articles de référence ou si vous connaissez des sites web de qualité traitant du thème abordé ici, merci de compléter l'article en donnant les références utiles à sa vérifiabilité et en les liant à la section « Notes et références ».
- Archive Wikiwix
- Bing
- Cairn
- DuckDuckGo
- E. Universalis
- Gallica
- Google
- G. Books
- G. News
- G. Scholar
- Persée
- Qwant
- (zh) Baidu
- (ru) Yandex
- (wd) trouver des œuvres sur Wikidata

Panneau de la Bundesstraße allemande 107.

Une Bundesstraße (également écrit Bundesstrasse, au pluriel : Bundesstraßen ; littéralement en français : « route fédérale ») est un type de route d'Allemagne et d'Autriche. C'est, en quelque sorte, l'équivalent germanique d'une route nationale dans certains pays francophones. Elles sont dédiées aux connexions inter-régionales (d'où le préfixe « fédéral »), contrairement aux Landesstraßen qui elles ont pour but de relier les villes au niveau de l'État régional administratif (en allemand Länder).

## Allemagne

### Caractéristiques

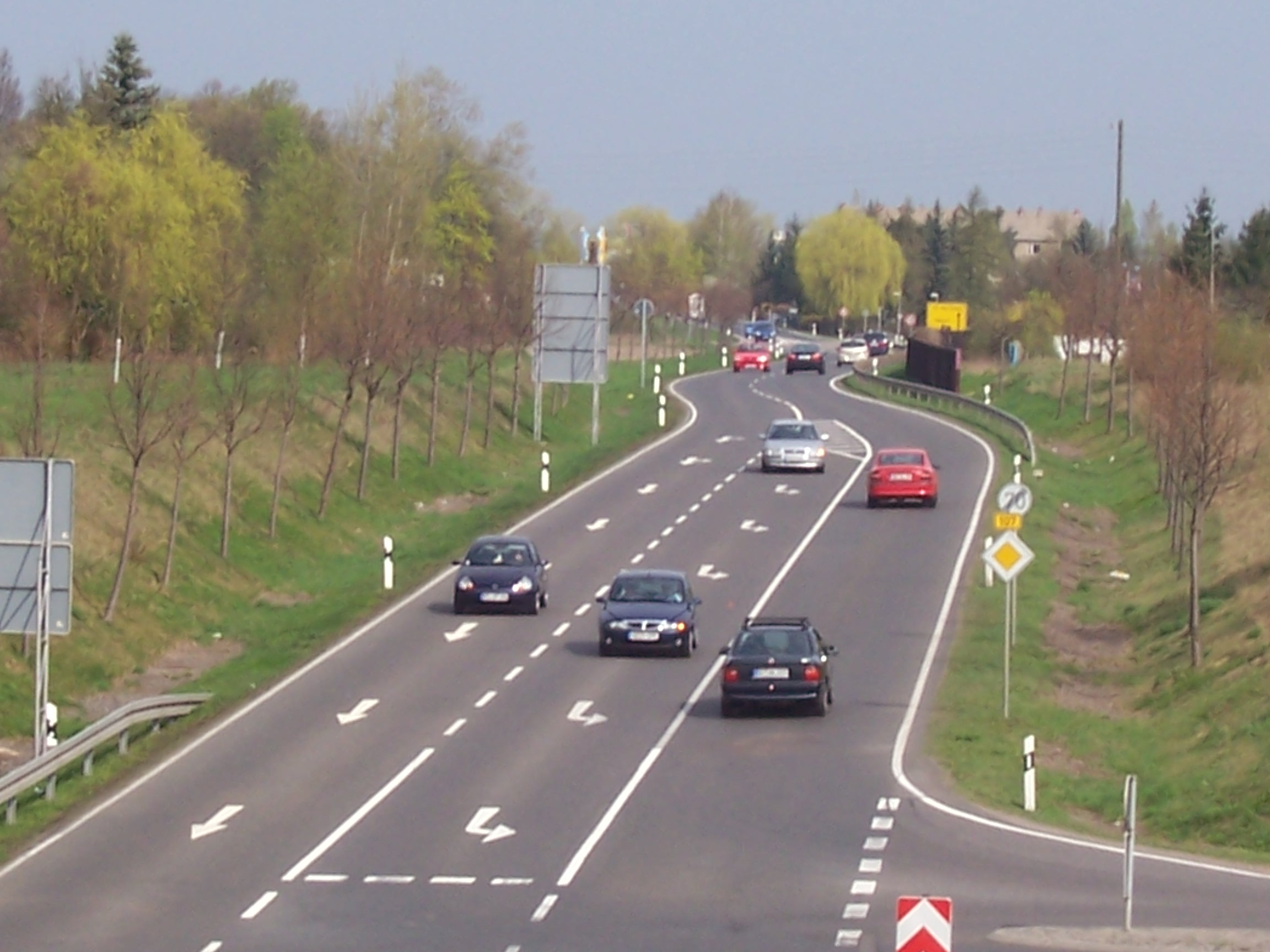
Vue de la Bundesstraße 107 reliant Pritzwalk à Chemnitz, à hauteur d'Eilenbourg.

Les Bundesstraßen allemandes possèdent deux, trois ou quatre voies de circulation distinctes. Elles forment, avec les Autobahnen (autoroutes), les Landesstraßen (routes de Land) et les Kreisstraßen (routes d'arrondissement) le niveau supérieur du réseau routier du pays.
Les Bundesstraßen allemandes sont identifiées par un numéro, préfixé par la lettre B. Elles sont labellisées par des panneaux rectangulaires jaunes possédant des numéros en noir.
Sauf mention particulière, la vitesse est limitée à :
- en dehors des zones bâties : 100 km/h ;
- à l'intérieur des zones bâties : 50 km/h ;
- sur les voies rapides, des Bundesstraßen possédant au moins deux voies de circulation dans chaque sens, ou quand les sens de circulation sont structurellement séparées, la vitesse maximale autorisée est 120 km/h.

La construction des Bundesstraßen est de la compétence de l'État fédéral, mais l'administration en est déléguée aux Länder.
L'Allemagne possède environ 42 000 km de Bundesstraßen.

### Histoire
Face à la hausse de la motorisation et la propension à la mobilité, le Reichstag de la république de Weimar a pris en 1926 la décision de demander au gouvernement d'établir un réseau unique de routes principales sur le modèle français et américain. La numérotation de ces routes, le réseau F (pour Fernverkehrsstraße, « route du trafic longue distance »), a été introduite le 17 janvier 1932. Bien que la désignation commune était assurée au niveau fédéral, les routes étaient gérées par les États fédérés (Länder) reposant sur les principes de la Constitution du Reich allemand.
Le système de numérotation se composait d'un réseau de base des routes principales numérotées avec des nombres à un chiffre de un à neuf. Les routes intermédiaires sont numérotées avec des nombres de 10 à 138 augmentant du sud au nord et de l'ouest à l'est. Sous le régime nazi, par la loi du 26 mars 1934, la responsabilité des routes a été transmise au Reich. Elles étaient renommées Reichsstraßen et étiquetées avec le panonceau jaune portant le numéro de la route. À partir de 1936, une extension de la numérotation de 139 à 327 a eu lieu commençant dans la province de Prusse-Orientale vers l'ouest et encore du sud au nord. Les numéros 328 à 432 étaient utilisés par des routes dans l'Autriche annexée, dans la région des Sudètes et dans le « protectorat de Bohême-Moravie ».
Après la Seconde Guerre mondiale et la division de l'Allemagne, le gouvernement de la République fédérale en 1949 a créé le système des Bundesstraßen, ainsi que les autorités de l'Allemagne de l'Est sont revenues au réseau F. La numérotation a été préservée dans les deux parties du territoire allemand ; à la réunification en 1990, les routes F furent intégrées sans problèmes.

## Autriche

### Caractéristiques

Signalétique de la Bundesstraße autrichienne A1.

Signalétique de la Bundesstraße autrichienne S1.

En Autriche, l'infrastrucutre des Bundesstraßen, propriété de l'l'État fédéral, comprennent seulement les routes classées en autoroute, divisées entre :
- Bundesstraßen A (Autobahnen, « autoroutes ») : voies rapides possédant des échangeurs d'accès ou de sortie spécifiques ;
- Bundesstraßen S (Schnellstraßen, « voies rapides ») : autres voies rapides.

Elles sont construites et gérées par les services de la société fédérale ASFiNAG.
À la suite d'une réforme administrative du 29 mars 2002, la construction et l'administration des anciennes Bundesstraßen B à deux voies de circulation sont déléguées aux États fédérés (Länder) et appelées Landesstraßen B depuis ce jour-là.